# Acer hispidum
Acer hispidum é uma espécie de árvore do gênero Acer, pertencente à família Aceraceae.